# James Beard
James Beard (5 de maio de 1903 - 21 de janeiro de 1985) foi um chef estadunidense, autor de livros de receitas, professor e personalidade da televisão. Ele foi o pioneiro em programas de culinária na televisão, ensinou na The James Beard Cooking School em Nova York e Seaside, Oregon, e deu muitas palestras. Ele enfatizou a culinária americana, preparada com ingredientes americanos frescos e saudáveis, para um país que acaba de se tornar ciente de sua própria herança culinária. Beard ensinou e orientou gerações de chefs profissionais e entusiastas da comida. Ele publicou mais de vinte livros e sua memória é homenageada pelos prêmios anuais James Beard de sua fundação.

## Trabalhos
- Hors d'Oeuvre and Canapés (1940) M. Barrows & Co., revised in 1963 and 1985
- Cook It Outdoors (1941) M. Barrows & Co.
- Fowl and Game Cookery (1944) M. Barrows & Co.
- The Fireside Cook Book: A Complete Guide to Fine Cooking for Beginner and Expert (1949) Simon & Schuster, reissued in 1982 as The Fireside Cookbook
- Paris Cuisine (1952) Little, Brown and Company Beard co-wrote Paris Cuisine with British journalist Alexander Watt.
- The Complete Book of Barbecue & Rotisserie Cooking (1954) Maco Magazine Corp., reissued in 1958 as New Barbecue Cookbook and again in 1966 as Jim Beard's Barbecue Cookbook
- Complete Cookbook for Entertaining (1954) Maco Magazine Corp.
- How to Eat Better for Less Money (1954) Simon & Schuster
- James Beard's Fish Cookery (1954) Little, Brown, reissued in 1976 and 1987 in paperback as James Beard's New Fish Cookery
- Casserole Cookbook (1955) Maco Magazine Corp.
- The Complete Book of Outdoor Cookery (1955) Doubleday
- The James Beard Cookbook (1959) Dell Publishing, revised in 1961, 1970, 1987 (paperback) and 1996
- Treasury of Outdoor Cooking (1960) Golden Press
- Delights & Prejudices: A Memoir with Recipes (1964) Atheneum, revised in 1981 and 1990
- James Beard's Menus for Entertaining (1965) Delacorte Press
- How to Eat (and Drink) Your Way through a French (or Italian) Menu (1971) Atheneum
- James Beard's American Cookery (1972) Little, Brown and Company
- Beard on Bread (1973) Alfred A. Knopf, revised in 1995 (paperback)
- James Beard Cooks with Corning (1973)
- Beard on Food (1974) Knopf
- New Recipes for the Cuisinart Food Processor (1976)
- James Beard's Theory & Practice of Good Cooking (1977) Knopf, revised in 1978, 1986, and 1990
- The New James Beard (1981) Knopf, revised in 1989
- Beard on Pasta (1983) Knopf
- The Grand Grand Marnier Cookbook, with John Chang McCurdy (1982) TBWA Advertising, Inc., New York OCLC 25716217
- Benson & Hedges 100's presents 100 of the world's greatest recipes (1976) Philip Morris Inc., New York OCLC 5867311
- The James Beard Cookbook on CuisineVu (1987) A computer diskette with about 125 recipes from The James Beard Cookbook (unpublished)
- James Beard's Simple Foods (1993) Macmillan ISBN 978-0-02508-070-6
- Love and Kisses and a Halo of Truffles (1994) Arcade, edited by John Ferrone ISBN 978-1-55970-264-5
- The James Beard Cookbooks (1997) Thames and Hudson, edited by John Ferrone
- The Armchair James Beard (1999) The Lyons Press, edited by John Ferrone ISBN 978-1-55821-737-9
- The Essential James Beard Cookbook (2012) St. Martin's Press ISBN 978-0-31264-218-1

### Coleção arquivística
The James Beard Papers are housed in the Fales Library at New York University.